# Naavanen
Naavanen är en sjö i kommunen Tuusniemi i landskapet Norra Savolax i Finland. Sjön ligger 94,2 meter över havet. Den är 7 meter djup. Arean är 72 hektar och strandlinjen är 4,24 kilometer lång. Sjön  ingår i Vuoksens huvudavrinningsområde.   Den ligger omkring 32 kilometer öster om Kuopio och omkring 350 kilometer nordöst om Helsingfors. 